# چهل و یکمین دوره جوایز اسکار
چهل و یکمین دوره مراسم اعطای جوایز اسکار (انگلیسی: 41st Academy Awards) در روز دوشنبه، ۱۴ آوریل ۱۹۶۹ در دوروتی چندلر پاویون لوس آنجلس برگزار شد. در این مراسم بهترین فیلم‌های سال ۱۹۶۸ جهان به انتخاب آکادمی علوم و هنرهای تصاویر متحرک جایزه گرفتند.
این دوره مجری نداشت.

## جوایز
برندگان نخست و در حروف برجسته پررنگ فهرست شده‌اند.
| جایزه اسکار بهترین فیلم | جایزه اسکار بهترین کارگردانی |
| --- | --- |
| - الیور! – John Woolf - دختر شوخ – ری استارک - شیر در زمستان – جوزف ئی. لوین, Jane C. Nusbaum, و Martin Poll - راشل، راشل – پل نیومن - رومئو و ژولیت – John Brabourne و Anthony Havelock-Allan | - کارول رید – الیور! - آنتونی هاروی – شیر در زمستان - استنلی کوبریک – ادیسه فضایی - جیلو پونته‌کوروو – نبرد الجزیره - فرانکو زفیرلی – رومئو و ژولیت |
| جایزه اسکار بهترین بازیگر نقش اول مرد | جایزه اسکار بهترین بازیگر نقش اول زن |
| - کلیف رابرتسون – چارلی در نقش Charlie Gordon - آلن آرکین – قلب یک شکارچی تنهاست (فیلم) در نقش John Singer - آلن بیتس – تعمیرکار در نقش Yakov Bok - ران مودی – الیور! در نقش فاگین - پیتر اوتول – شیر در زمستان در نقش هنری دوم (انگلستان) | - کاترین هپبورن – شیر در زمستان در نقش الینور د آکیتن - باربارا استرایسند – دختر شوخ در نقش فنی بریک - پاتریشیا نیل – موضوع شاخه‌های گل رز بود در نقش Nettie Cleary - ونسا ردگریو – ایزادورا در نقش ایزادورا دانکن - جوآن وودوارد – راشل، راشل در نقش Rachel Cameron                                                                 |
| جایزه اسکار بهترین بازیگر نقش مکمل مرد | جایزه اسکار بهترین بازیگر نقش مکمل زن |
| - جک آلبرتسون – موضوع شاخه‌های گل رز بود در نقش John Cleary - سیمور کاسل – چهره‌ها در نقش Chet - دنیل ماسی (بازیگر) – ستاره! (فیلم) در نقش نوئل کاوارد - جک وایلد – الیور! در نقش Jack Dawkins ("The Artful Dodger") - جین وایلدر – تهیه‌کنندگان در نقش Leo Bloom | - روث گوردون – بچه رزماری در نقش Minnie Castevet - لین کارلین – چهره‌ها در نقش Maria Frost - سوندرا لوک – قلب یک شکارچی تنهاست (فیلم) در نقش Mick Kelly - کی مدفورد – دختر شوخ در نقش فنی بریک - استل پارسونز – راشل، راشل در نقش Calla Mackie                                                                                       |
| جایزه اسکار بهترین فیلم‌نامه غیراقتباسی | جایزه اسکار بهترین فیلم‌نامه اقتباسی |
| - مل بروکس – تهیه‌کنندگان - جان کاساوتیس – چهره‌ها - استنلی کوبریک و آرتور سی. کلارک – ادیسه فضایی - Franco Solinas و جیلو پونته‌کوروو – نبرد الجزیره - Ira Wallach و پیتر اوستینوف – Hot Millions | - جیمز گولدمن – شیر در زمستان - Vernon Harris – الیور! - رومن پولانسکی – بچه رزماری - نیل سایمون – The Odd Couple - استیوارت استرن – راشل، راشل |
| جایزه اسکار بهترین فیلم مستند | Best Documentary Short |
| - سفری در خویش – Bill McGaw, Western Behavioral Sciences Institute - A Few Notes on Our Food Problem – آژانس اطلاعات ایالات متحده - The Legendary Champions – William Cayton - Other Voices – David H. Sawyer - Young Americans – Robert Cohn و الکس گرسهاف | - Why Man Creates – سال بس - The House That Ananda Built – Films Division, Government of India - The Revolving Door – Vision Associates Production for the American Foundation Institute of Corrections - A Space to Grow – Office of Economic Opportunity for Project Upward Bound - A Way Out of the Wilderness – Dan E. Weisburd |
| جایزه اسکار بهترین فیلم کوتاه | جایزه اسکار بهترین پویانمایی کوتاه |
| - Robert Kennedy Remembered – Guggenheim Productions - کبوتر – Coe-Davis Ltd. - Duo – هیئت ملی فیلم کانادا - Prelude – Prelude Co. | - Winnie the Pooh and the Blustery Day – والت دیزنی - The House That Jack Built – هیئت ملی فیلم کانادا - The Magic Pear Tree – Murakami-Wolf Films - Windy Day – Hubley Studios |
| جایزه اسکار بهترین موسیقی فیلم | جایزه اسکار بهترین موسیقی فیلم |
| - جان بری – شیر در زمستان - جری گلدسمیت – سیاره میمون‌ها - میشل لوگران – The Thomas Crown Affair - الکس نورث – کفش‌های ماهیگیر - لالو شیفرین – روباه | - جانی گرین – الیور! - لنی هیتون – ستاره! (فیلم) - ری هایندورف – Finian's Rainbow - میشل لوگران (Music and Adaptation); ژاک دمی (Lyrics) – The Young Girls of Rochefort - والتر شارف – دختر شوخ |
| جایزه اسکار بهترین ترانه | Best Sound Mixing |
| - "آسیاب‌بادی‌های ذهنت", from The Thomas Crown Affair, میشل لوگران، موسیقی; الن برگمن و الن برگمن، ترانه - "Chitty Chitty Bang Bang (song)", from "چیتی‌چیتی بنگ‌بنگ", چیتی‌چیتی بنگ‌بنگ، ریچارد ام. شرمن و رابرت بی. شرمن، موسیقی و ترانه - "For Love of Ivy", from For Love of Ivy, کوئینسی جونز، موسیقی; Bob Russell, ترانه - "Funny Girl", from دختر شوخ, جولی استاین, موسیقی; Bob Merrill, ترانه - "Star!", from ستاره! (فیلم), جیمی ون هیوزن, موسیقی; سمی کان, ترانه | - استودیوهای شپرتون Sound Dept. – الیور! - کلمبیا پیکچرز Studio Sound Dept. – دختر شوخ - فاکس قرن بیستم Studio Sound Dept. – ستاره! (فیلم) - Warner Bros. -Seven Arts Studio Sound Dept. – بولیت - Warner Bros. -Seven Arts Studio Sound Dept. – Finian's Rainbow                                                                   |
| Best Foreign Language Film | جایزه اسکار بهترین طراحی لباس |
| - جنگ و صلح – اتحاد جماهیر سوسیالیستی شوروی - پسران خیابان پال – مجارستان - مجلس رقص آتش‌نشانان – چکسلواکی - The Girl with the Pistol – ایتالیا - بوسه‌های دزدکی – فرانسه | - دانیلو دوناتی – رومئو و ژولیت - Donald Brooks – ستاره! (فیلم) - Phyllis Dalton – الیور! - مارگرت فرس – شیر در زمستان - Morton Haack – سیاره میمون‌ها |
| جایزه اسکار بهترین طراحی صحنه | جایزه اسکار بهترین فیلمبرداری |
| - John Box و Terence Marsh (Art Direction); Vernon Dixon و Ken Muggleston (Set Decoration) – الیور! - Mikhail Bogdanov و Gennady Myasnikov (Art Direction); G. Koshelev و V. Uvarov (Set Decoration) – جنگ و صلح - George W. Davis و Edward Carfagno (Art Direction) – کفش‌های ماهیگیر - Boris Leven (Art Direction); Walter M. Scott و Howard Bristol (Set Decoration) – ستاره! (فیلم) - Anthony Masters, Harry Lange و Ernie Archer (Art Direction) – ادیسه فضایی   | - پاسکوالینو د سانتیس – رومئو و ژولیت - دانیل ال. فپ – Ice Station Zebra - ارنست لاسلو – ستاره! (فیلم) - اوسوالد موریس – الیور! - هری استردلینگ – دختر شوخ |
| جایزه اسکار بهترین تدوین | جایزه اسکار بهترین جلوه‌های تصویری |
| - فرانک پی. کلر – بولیت - Frank Bracht – The Odd Couple - Fred Feitshans and Eve Newman – Wild in the Streets - رالف کمپلن – الیور! - Robert Swink, Maury Winetrobe, and William Sands – دختر شوخ | - استنلی کوبریک – ادیسه فضایی - Hal Millar و J. McMillan Johnson – Ice Station Zebra |

### جایزه اسکار افتخاری
- والتر ماتائو presented جان چمبرز
- دایان کارول

### جایزه بشردوستانه ژان هرشولت
مارتا ری

## فیلم‌های با بیش از یک جایزه یا نامزدی
| These films had multiple nominations: - ۱۱ نامزدی: الیور! - ۸ نامزدی: دختر شوخ - ۷ نامزدی: شیر در زمستان و Star! - ۴ نامزدی: ۲۰۰۱: ادیسه فضایی, راشل، راشل و رومئو و ژولیت - ۳ نامزدی: چهره‌ها - ۲ نامزدی: نبرد الجزیره, Bullitt, Finian's Rainbow, The Heart Is a Lonely Hunter, Ice Station Zebra, The Odd Couple, سیاره میمون‌ها, تهیه‌کنندگان, بچه رزماری, The Shoes of the Fisherman, The Subject Was Roses, The Thomas Crown Affair و جنگ و صلح | The following films received multiple awards. - ۶ برنده: الیور! (پنج رقابتی، یک افتخاری) - ۳ برنده: شیر در زمستان - ۲ برنده: رومئو و ژولیت |

## جستارهای ویژه
- بیست و ششمین مراسم گلدن گلوب
- 1968 in film
- 11th Grammy Awards
- 20th Primetime Emmy Awards
- 21st Primetime Emmy Awards
- 22nd British Academy Film Awards
- 23rd Tony Awards